# Cueva de Ágreda
Cueva de Ágreda es un municipio y localidad española de la provincia de Soria, en la comunidad autónoma de Castilla y León. Perteneciente a la comarca del Moncayo, cuenta con una población de 69 habitantes (INE 2024)

## Historia

Término municipal.

A la caída del Antiguo Régimen la localidad se constituye en municipio constitucional, conocido entonces como La Cueva o como Cueba, en la región de Castilla la Vieja, partido de Ágreda y que en el censo de 1842 contaba con 74 hogares y 290 vecinos.

## Geografía

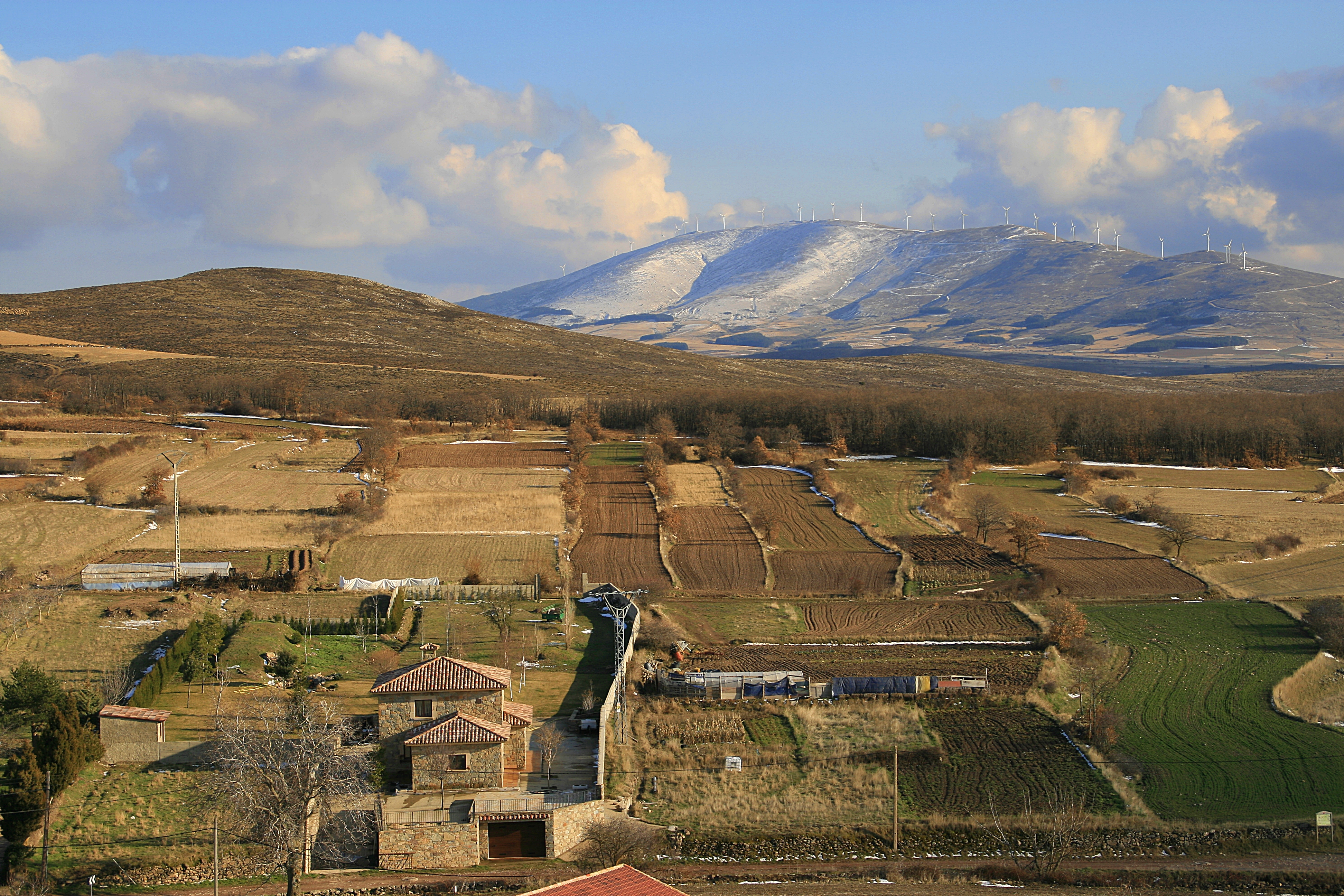
Paisaje en Cueva de Ágreda

Perteneciente a la comarca del Moncayo, forma parte del partido judicial de Soria.
Desde el punto de vista jerárquico de la Iglesia católica forma parte de la Diócesis de Osma la cual, a su vez, pertenece a la Archidiócesis de Burgos.

### Medio ambiente
En su término e incluidos en la Red Natura 2000 los siguientes lugares:
- Lugar de Interés Comunitario conocido como Sierra del Moncayo ocupando 1138 hectáreas, el 51% de su término.[2]
- Zona Especial Protección de Aves conocida como Sierra del Moncayo ocupando 1238 hectáreas, el 41% de su término.[3]
- La localidad de Cueva de Ágreda cuenta con el Centro de Recepción de Visitantes del Moncayo y Museo de los Murciélagos.[4]

## Geografía humana

### Demografía
Cuenta con una población de 69 habitantes (INE 2024).
| Gráfica de evolución demográfica de Cueva de Agreda entre 1842 y 2021 |
| |
| Población de derecho según los censos de población del INE Población de hecho según los censos de población del INEEn estos censos se denominaba Cueva, La: 1842, 1857 y 1860 |